# Куркоткин, Семён Константинович
Семён Константи́нович Курко́ткин (31 января (13 февраля) 1917, деревня Запрудная, ныне Раменский район, Московская область — 16 сентября 1990, Москва) — советский военачальник, Маршал Советского Союза (25.03.1983), Герой Советского Союза (18.02.1981). Член ЦК КПСС (1976—1989).

## Биография
Родился в деревне Запрудная ныне Раменского района Московской области в семье крестьянина. Русский. Окончил Московский индустриально-педагогический техникум в 1936 году.

## Довоенная служба
В Красной армии с 1 сентября 1937 года, поступил добровольно через Звенигородский военкомат Московской области. В 1939 году окончил Орловское бронетанковое училище. Однако вместо командной работы сразу был направлен на военно-политическую и был политруком роты в том же училище с сентября 1939 по октябрь 1940 года. Направлен на учёбу в Читинское военно-политическое училище, окончил его в августе 1941 года.

## Великая Отечественная война
В августе 1941 года был назначен политруком танковой роты 148-го отдельного разведывательного батальона 114-й стрелковой дивизии в Забайкальском военном округе.
В боях Великой Отечественной войны с сентября 1941 года, когда дивизия в полном составе прибыла в 7-ю отдельную армию и вступила в боевые действия по обороне Карелии. В январе 1942 года направлен на курсы переподготовки военкомов, по окончании которых в мае 1942 года направлен на Воронежский фронт. Там воевал в должностях комиссара танкового батальона, с октября 1942 года — командира отдельного танкового батальона, с декабря 1942 по март 1943 года — заместителя командира 262-го отдельного танкового полка прорыва. Участвовал в Воронежско-Ворошиловградской оборонительной, в Харьковской наступательной и в Харьковской оборонительной операциях.
В 1943 году окончил краткосрочные академические Курсы усовершенствования старшего офицерского состава при Военной академии бронетанковых и механизированных войск РККА имени И. В. Сталина. После их окончания направлен в 4-й гвардейский Кантемировский танковый корпус, в котором прошёл весь дальнейший боевой путь. С июня 1943 года — заместитель командира по строевой части 14-й гвардейской танковой бригады на Воронежском фронте и 1-м Украинском фронте, с 31 января по 15 марта 1944 года — исполняющий обязанности командира этой танковой бригады. Принял командование бригадой на себя непосредственно в бою, когда выбыл из строя её командир. С 9 декабря и до конца войны — командир 13-й гвардейской танковой бригады. Вообще в годы войны сражался с исключительной отвагой, несколько раз был ранен, награждён 6-ю боевыми орденами. Бригада под его командованием стала Краснознамённой. На этих постах сражался в оборонительном этапе Курской битвы, в Белгородско-Харьковской, Днепровско-Карпатской, Львовско-Сандомирской, Восточно-Карпатской, Висло-Одерской, Нижне-Силезской, Берлинской и Пражской наступательных операциях.

## Послевоенная служба

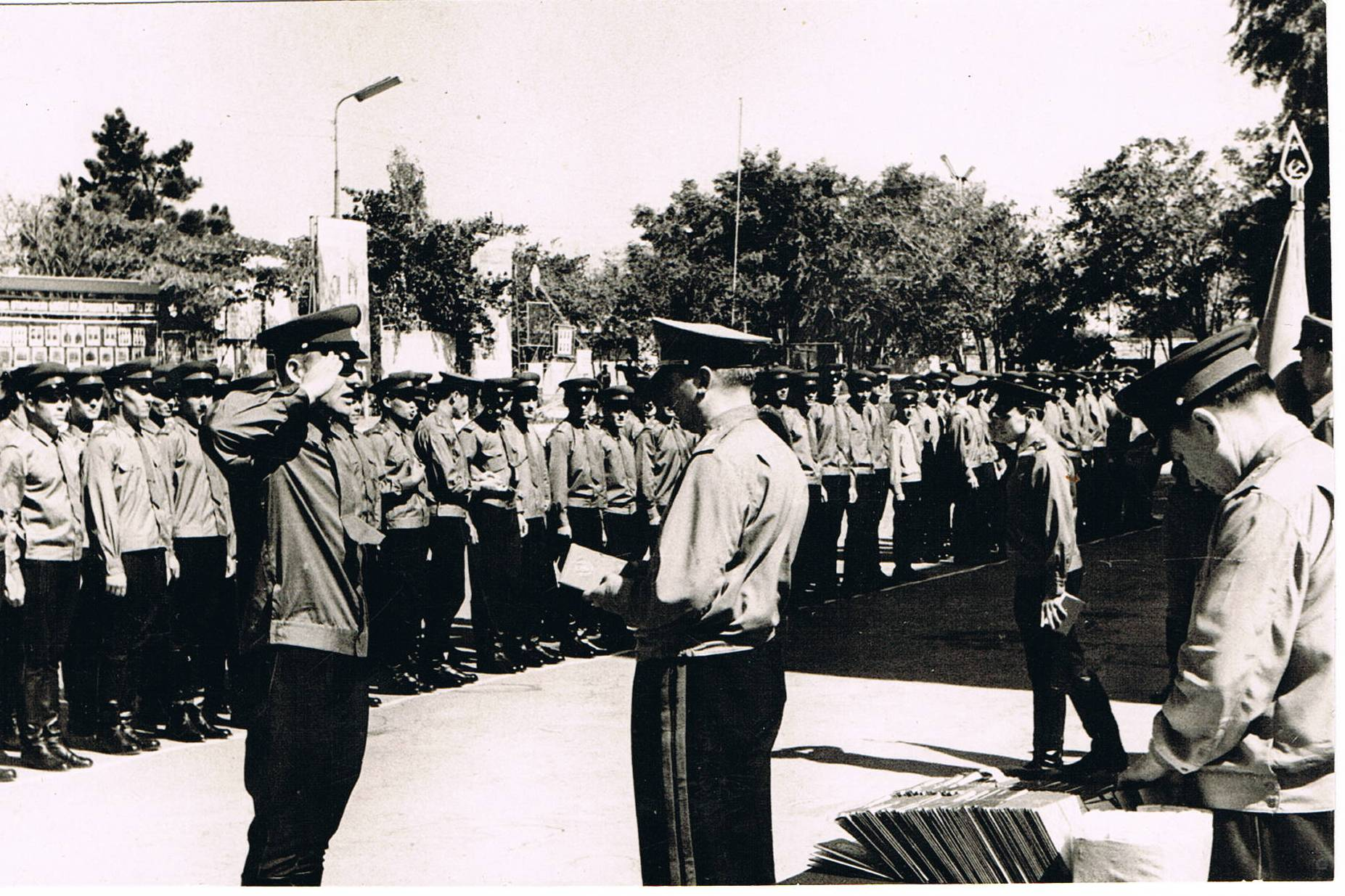
Командующий войсками Закавказского военного округа С. К. Куркоткин вручает медали выпускникам БВОКУ. Баку, АзССР 1968 год

После войны с июня 1945 по октябрь 1946 годов подполковник С. К. Куркоткин командовал 13-м гвардейским танковым полком, затем учился в Военной академии бронетанковых и механизированных войск Советской армии имени И. В. Сталина. В мае 1951 года окончил её и назначен заместителем командира 10-й гвардейской танковой дивизии. С декабря 1952 года — командир 10-й гвардейской танковой дивизии. Окончил Военную академию Генерального штаба в 1958 году.
С февраля 1959 года — командир 6-го армейского корпуса (Северо-Кавказский военный округ). С 7 мая 1960 года — командующий 5-й гвардейской танковой армией (Белорусский военный округ). С 28 января 1965 года — командующий 2-й гвардейской танковой армией (Группа советских войск в Германии). С 7 июля 1965 года — командующий 3-й общевойсковой армией также в ГСВГ. С августа 1966 года — первый заместитель Главнокомандующего Группы советских войск в Германии. С апреля 1968 по сентябрь 1971 года — командующий войсками Закавказского военного округа.
С сентября 1971 года по июль 1972 года — Главнокомандующий Группой советских войск в Германии.
С июля 1972 по май 1988 года — заместитель Министра обороны СССР — начальник Тыла Вооружённых Сил СССР. Под руководством Куркоткина в конце 1970-х годов проведена масштабная реформа Тыла Вооружённых сил СССР, после чего структура стала мобильной, возросла эффективность и управляемость тылa. Возводились жилые дома, офицерские общежития, реконструировались казармы, клубы и Дома офицеров, создавались современные парки боевой и транспортной техники, укреплялось складское хозяйство. В годы его руководства разрабатывались и внедрялись первые элементы автоматизированной системы управления тылом Вооружённых сил. Лично руководил действиями органов тыла по обеспечению Ограниченного контингента советских войск в Афганистане всеми видами материальных средств, организацией тылового обеспечения воинских контингентов и гражданского персонала в зоне ликвидации аварии на Чернобыльской АЭС, ликвидации последствий наводнений и природных пожаров в зоне строительства Байкало-Амурской и Транссибирской магистралей, тайфуна на Сахалине в 1981 году, взрывов на станциях Свердловск-Сортировочный и Арзамас, землетрясения в Армении.
С мая 1988 года до конца жизни — генеральный инспектор Группы генеральных инспекторов Министерства обороны СССР.
Член ВКП(б) с 1940 года, кандидат в члены ЦК КПСС с 1971 года, член ЦК КПСС с 1976 по 1989 гг. Депутат Совета Национальностей Верховного Совета СССР 8-11 созывов (1970—1989) от Грузинской ССР.
Семён Константинович Куркоткин умер 16 сентября 1990 года в Москве. Похоронен на Новодевичьем кладбище.

## Воинские звания
- лейтенант — 1939;
- старший политрук — к концу 1942;
- майор — 1943;
- подполковник — 1944;
- полковник — 20 апреля 1950;
- генерал-майор танковых войск — 3 мая 1955;
- генерал-лейтенант танковых войск — 22 февраля 1963;
- генерал-полковник — 24 февраля 1967;
- генерал армии — 3 ноября 1972;
- Маршал Советского Союза — 25 марта 1983.

## Награды

Памятник на Новодевичьем кладбище Москвы

- Герой Советского Союза (18 февраля 1981, медаль № 11452, «За большой вклад в подготовку и повышение боеготовности войск, личное мужество и отвагу, проявленные в борьбе с немецко-фашистскими захватчиками в годы Великой Отечественной войны»)
- пять орденов Ленина (31.10.1967, 11.02.1977, 31.05.1980, 18.02.1981, 19.02.1986)
- орден Октябрьской Революции (4.05.1972)
- три ордена Красного Знамени (19.02.1942, 31.01.1943, 7.10.1944)
- орден Кутузова 2-й степени (06.04.1945)
- Орден Богдана Хмельницкого II степени (06.05.1945)
- два ордена Отечественной войны I степени (18.05.1944, 11.03.1985)
- орден Красной Звезды (20.04.1953)
- орден «За службу Родине в Вооружённых Силах СССР» III степени (30.04.1975)
- девятнадцать медалей СССР, в том числе:
  - медаль «За боевые заслуги» (1947)
  - медаль «За освобождение Праги» (1945)
  - медаль «За освоение целинных земель» (1956)
  - медаль «За отличие в охране государственной границы СССР» (1970)
  - Медаль «За укрепление боевого содружества» (1973)
  - медаль «Ветеран Вооружённых Сил СССР»
- двадцать семь наград иностранных государств, в том числе:
  - орден Сухэ-Батора (1981, Монголия)
  - орден Красного Знамени (1971, Монголия)
  - орден Тудора Владимиреску I степени (1974, Румыния)
  - орден Возрождения Польши III степени (1968)
  - крест Храбрых (1968, Польша)
  - орден Красного Знамени (1969, ЧССР)
  - орден Народной Республики Болгария I степени (1974)
  - орден «За заслуги перед Отечеством» I степени (1972, ГДР)
  - два ордена Шарнхорста (1972, 1985, ГДР)
  - медаль «За укрепление дружбы по оружию» I степени (ЧССР)
  - Дукельская памятная медаль (1959, ЧССР)
  - медаль «Дружба» (1968, Монголия)
  - медаль «За боевое содружество» I степени (золото) (20.06.1980, ВНР)[10]

## Сочинения
- Куркоткин С. К. В. И. Ленин — создатель Советских Вооруженных Сил. — Тбилиси, 1970.
- Куркоткин С. К. Перевод экономики страны с мирного на военное положение в годы Великой Отечественной войны. // Военно-исторический журнал. — 1984. — № 9. — С.3-11.
- Куркоткин С. К. М. В. Фрунзе — выдающийся полководец и военный теоретик Советского государства. // Военно-исторический журнал. — 1985. — № 3. — С.13-20.

## Память

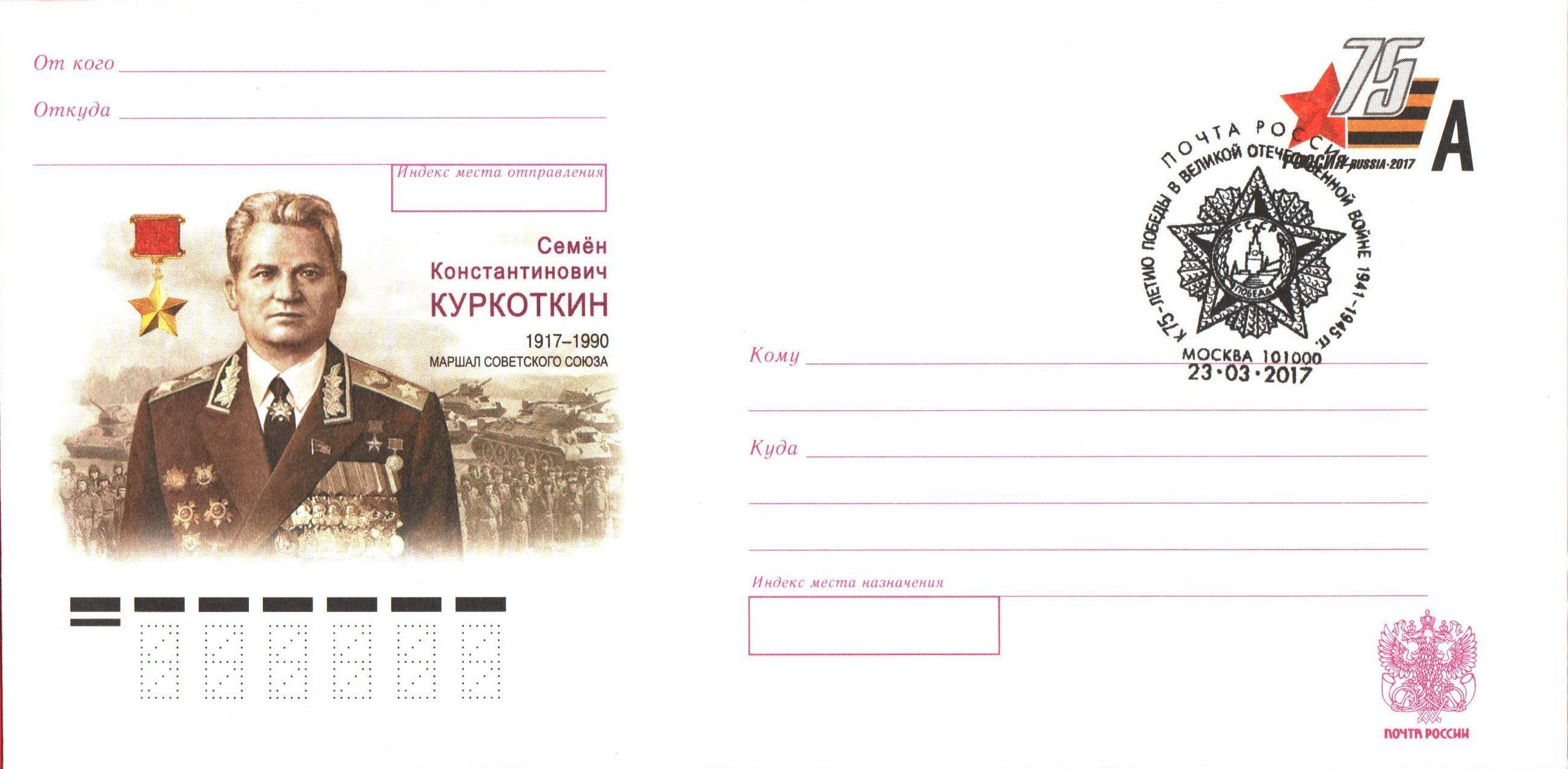
Почтовый конверт, Россия, 2017 год

- На доме, в котором жил Маршал Советского Союза С. К. Куркоткин (переулок Сивцев Вражек, дом 9), установлена мемориальная доска.
- Имя Маршала Советского Союза С. К. Куркоткина носит московская школа № 2121. В школьном музее хранятся личные вещи Куркоткина.
- В городе Наро-Фоминск Московской области есть улица, носящая имя Маршала. На стене дома № 3 по этой улице установлена аннотационная доска.
- В 2017 году, к 100-летию со дня рождения, выпущен почтовый художественный маркированный конверт.